# Schronisko PTTK na Turbaczu

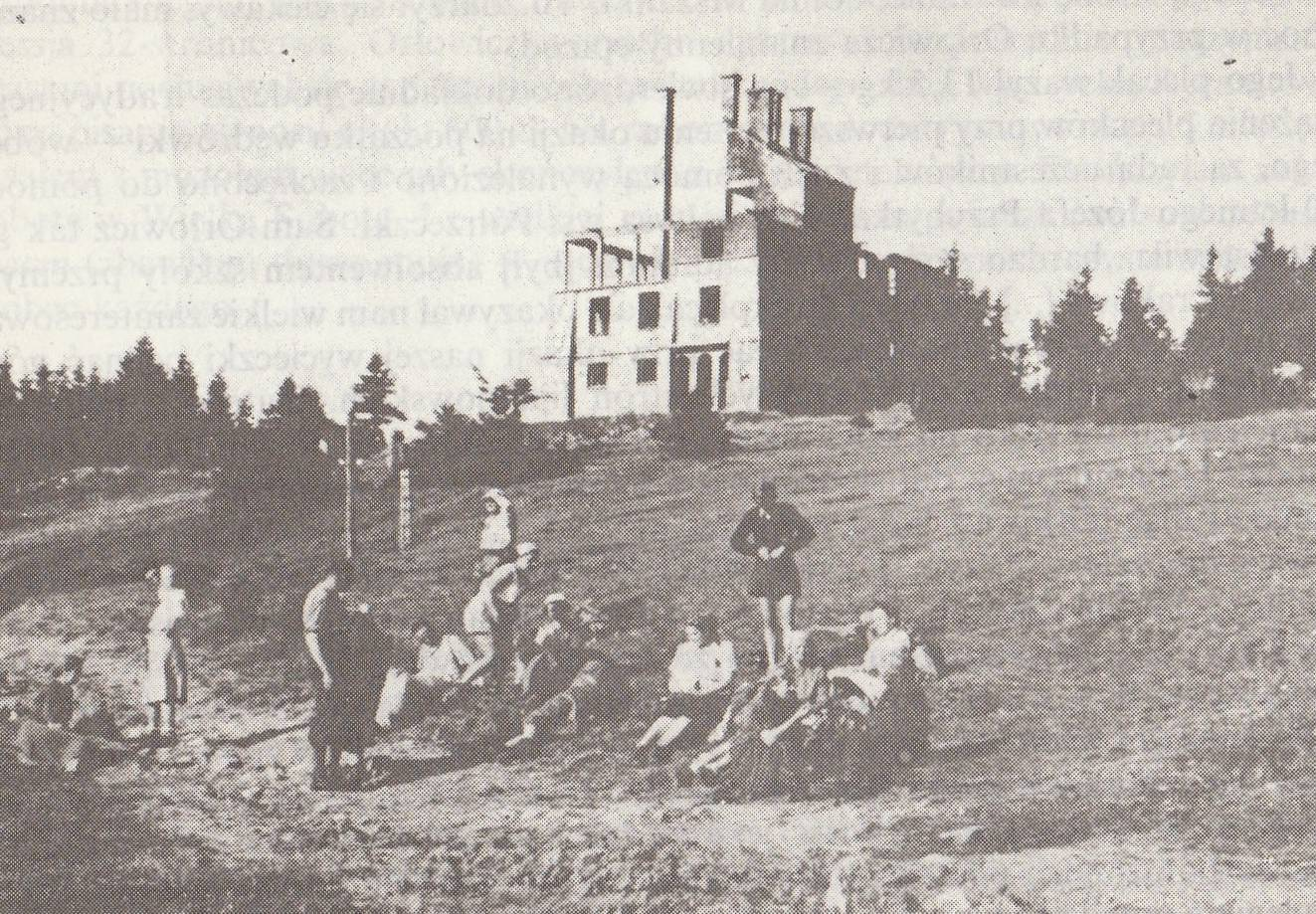
Spalone w listopadzie 1943 schronisko. Stan w sierpniu 1951. Pierwszy z prawej siedzi Mieczysław Orłowicz

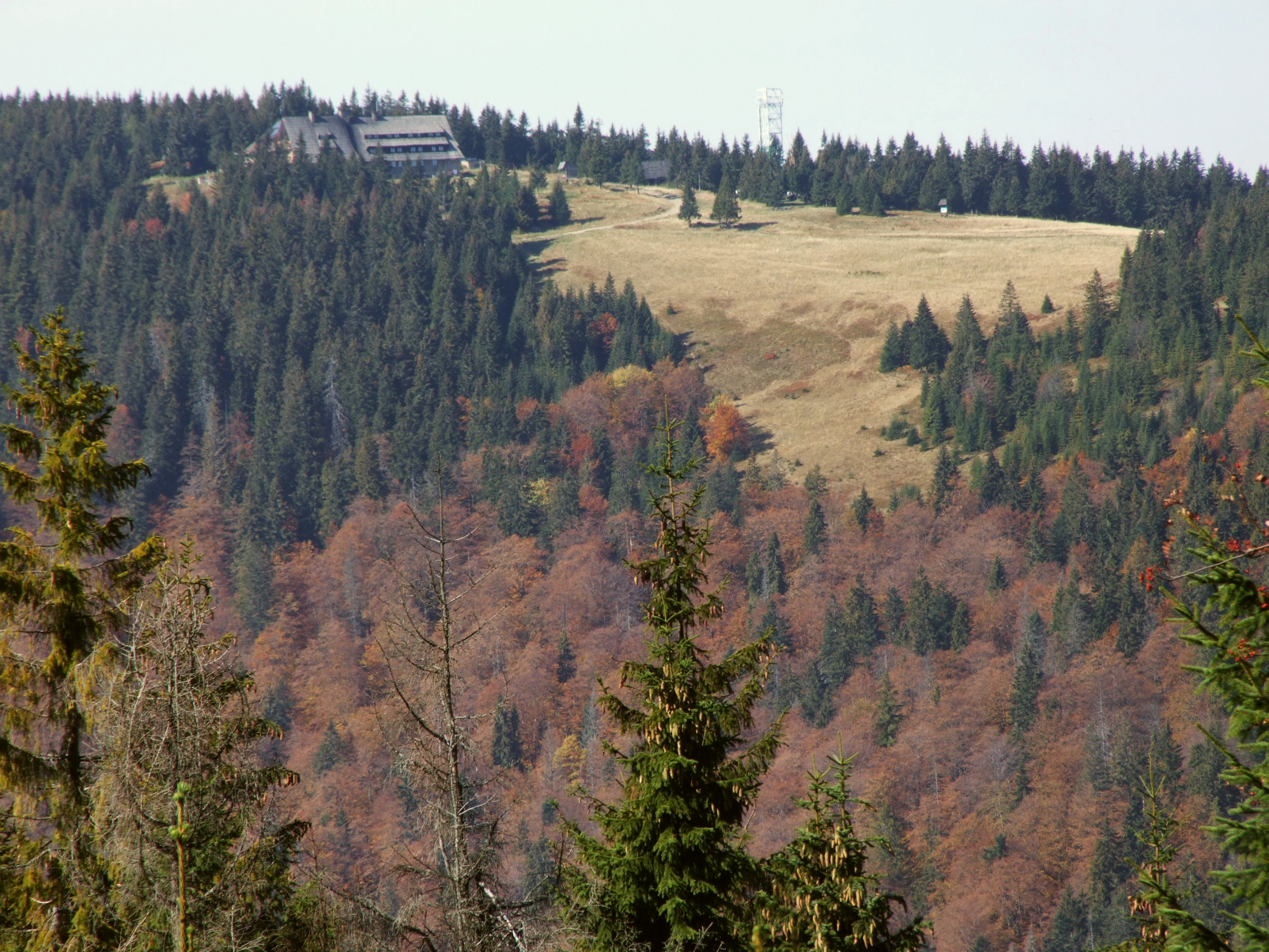
Widok na schronisko od południowej strony

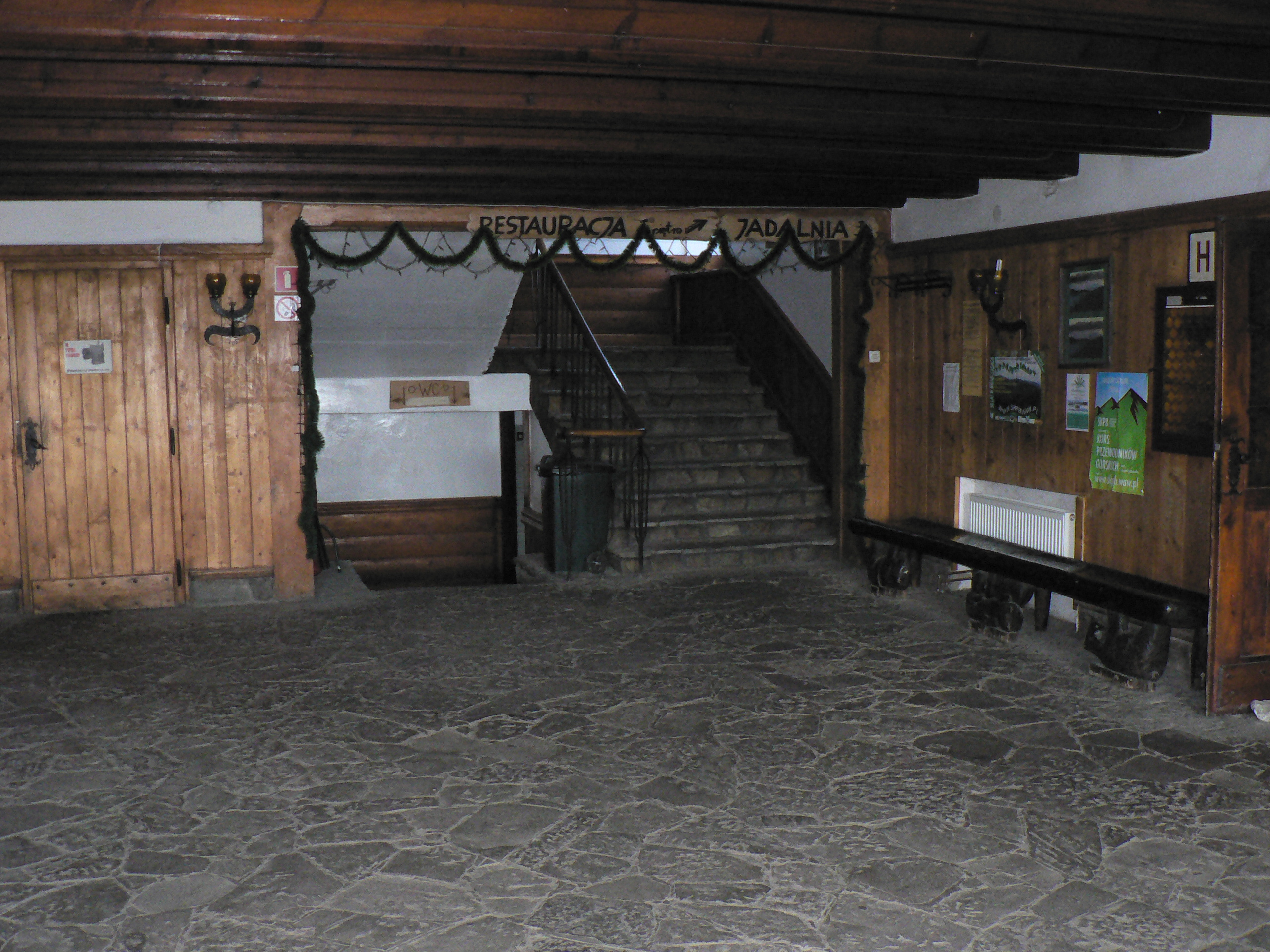
Wnętrze schroniska, parter

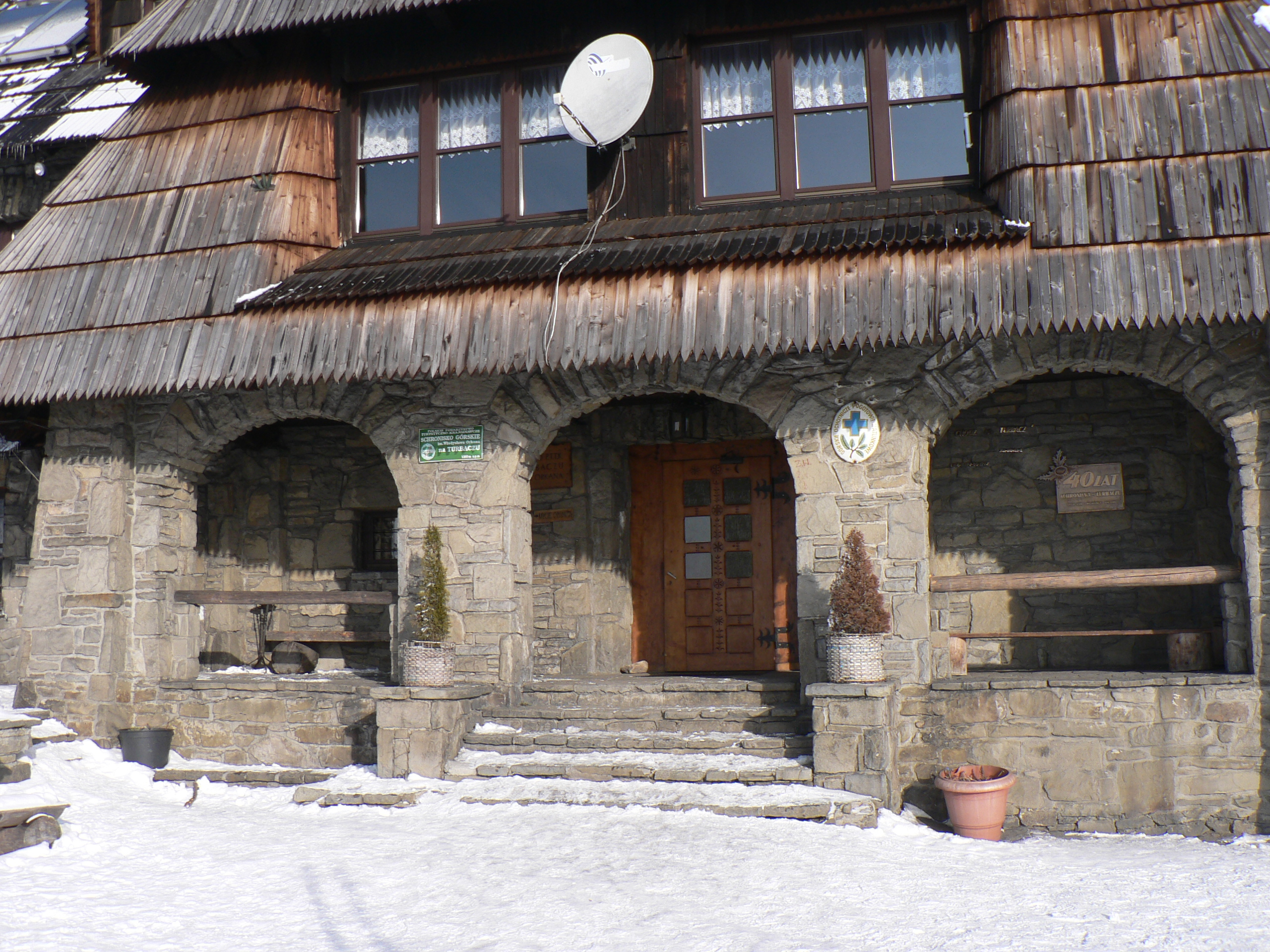
Wejście do schroniska

Schronisko PTTK im. Władysława Orkana na Turbaczu – schronisko turystyczne Polskiego Towarzystwa Turystyczno-Krajoznawczego, położone poniżej szczytu Turbacza w Gorcach, tuż przy granicy z Gorczańskim Parkiem Narodowym. Znajduje się na wysokości 1283 m n.p.m. na skraju polany Wolnica, wchodzącej w skład Hali Długiej.

## I schronisko
Pierwsze schronisko na Turbaczu wybudował w 1925 Oddział Polskiego Towarzystwa Tatrzańskiego „Gorce” w Nowym Targu na polanie Wisielakówka. Służyło turystom tylko do 1933, kiedy to w nocy z 16 na 17 listopada podpalili go prawdopodobnie kłusownicy, którzy widzieli dla siebie zagrożenie w zwiększającym się ruchu turystycznym.

## II schronisko
PTT rozpoczął budowę drugiego schroniska w górnym skraju Hali Długiej w lipcu 1934, którą przerwał wybuch II wojny światowej. W 1934 wykonano roboty ziemne, fundamenty, kamienną kondygnację przyziemia oraz wzniesiono duży budynek gospodarczy, który służył również tymczasowo turystom. W 1935 obiekt podwyższono o kolejną kamienną kondygnację i przykryto prowizorycznym dachem. Wykończono również parter, umożliwiając nocleg 40 osób (dodatkowo w budynku gospodarczym mogło nocować 30 osób). W 1936 budynek nakryto docelowym dachem pokrywając go blachą. Do 1938 budynek został wykończony do stanu surowego. Dysponował 100 miejscami noclegowymi – 50 na łóżkach i 50 na siennikach. Gospodynią obiektu była Aniela Batkiewicz.
W trakcie II wojny światowej służył nielicznym turystom, ale przede wszystkim partyzantom Konfederacji Tatrzańskiej, a później Armii Krajowej, którzy mieli tutaj swój punkt kontaktowy. W lipcu 1943 podczas dużej obławy Niemcy zajęli schronisko, zmuszając partyzantów do ewakuacji na polanę Stawieniec pod Kudłoniem. Aniela Batkiewicz została aresztowana, a pracująca w schronisku Albina Białoń zamordowana przez Niemców. 12 listopada 1943 schronisko spłonęło – zniszczyli je sami partyzanci, chcąc zapobiec rozlokowaniu niemieckich patroli w budynku. Z obiektu pozostały kamienne ruiny.

## III schronisko
Budowę trzeciego, obecnie istniejącego schroniska, rozpoczęło w 1953 Polskie Towarzystwo Turystyczno-Krajoznawcze, przy wsparciu subwencji państwowej. Obiekt zaprojektowała inż. Anna Górska, jako okazały kamienny budynek o dwóch prostopadłych skrzydłach z arkadowym wejściem i strzelistym dachem z mansardami, kryty gontem. Jedno ze skrzydeł powstało z wykorzystaniem ocalałej części przedwojennego obiektu. Przed jego ukończeniem, 21 października 1956, schronisku uroczyście nadano imię Władysława Orkana (imię poety nosiło również pierwsze schronisko pod Turbaczem z 1925). Oficjalnie obiekt został otwarty 21 sierpnia 1958.
Schronisko na przestrzeni lat podlegało modernizacjom. W 2011 wymieniono pokrycie dachu z gontu na blachodachówkę.

## Oferta
Schronisko w momencie otwarcia w 1958 oferowało 120 miejsc noclegowych w pokojach 2-, 4- i 6-osobowych oraz w salach od 10- do 20-osobowych. Współcześnie jest to 110 miejsc w pokojach 2-, 3-, 4-, 6- i wieloosobowych oraz trzypokojowy apartament z kuchnią, łazienką i salonem. Jadalnia przeznaczona jest dla 60 osób, obiekt posiada kuchnię oferując pełne wyżywienie, świetlicę, suszarnię, narciarnię, umywalnie, prysznice oraz urządzenia sanitarne.

## Gospodarze III schroniska
- Adam Alberti (1957–1959)
- Stanisław Gawliński (1960)
- Adam Alberti (1960)
- Krzysztof Konopka (1960–1963)
- Jerzy Sarna (1963)
- Bolesław Pleban (1963–1968)
- Tadeusz Klimiński (1968–1972)
- Anna Kliminska (1973)
- Zenon Maślankowski (1973–1974)
- Rościsława Kolasa (1974–1976)
- Jerzy Gajda (1976–1977)
- Narcyz Maślanka (1977)
- Anastazja Dziedziech (1977–1978)
- Bronisław Siadek (1978–1979)
- Józef Wiatr (1980–1982)
- Aleksander Śmietana (1982–1985)
- Ryszard Makowiecki (1985–1986)
- Jan Panasiewicz (1986–1996)
- Włodzimierz Jaworski i Teresa Janik (1996–2006)
- Aleksander Długopolski (od 2006)

## Otoczenie schroniska
Obok schroniska w niewielkim, drewnianym budynku w 1980 powstał Ośrodek Kultury Turystyki Górskiej PTTK, eksponujący dzieje turystyki w Gorcach, historię schronisk na Turbaczu, opis działalności ruchu oporu podczas II wojny światowej oraz postać Władysława Orkana (obecnie ekspozycja ośrodka prezentowana jest w budynku schroniska).
W schronisku znajdowała się całoroczna stacja ratunkowa Grupy Podhalańskiej GOPR (od 20 sierpnia 2021 r, w osobnym budynku nieopodal schroniska). Na Hali Długiej, na której prowadzony jest kulturowy wypas owiec, funkcjonuje sezonowa bacówka. Obok schroniska jest również pole namiotowe.
Przed schroniskiem znajduje się największy w Gorcach węzeł szlaków turystycznych (co wiąże się ze zwornikowym charakterem masywu Turbacza). Oprócz szlaków turystyki pieszej istnieją tu szlaki turystyki rowerowej, konnej i ścieżki dydaktyczne.
Z tarasu przed wejściem do schroniska roztacza się piękna panorama Pienin i Tatr nad pagórami Podhala – od Tatr Bielskich z Hawraniem przez Tatry Wysokie z Łomnicą, Gerlachem, Wysoką i Świnicą po Tatry Zachodnie z Kasprowym Wierchem, Bystrą i Banówką.
W zimie na Hali Długiej funkcjonuje wyciąg narciarski o długości 300 m. Wytyczone są także trasy do uprawiania narciarstwa biegowego.

## Turystyka
Przy schronisku przebiegają następujące szlaki:
 – czerwony Główny Szlak Beskidzki przez Turbacz, Obidowiec, Stare Wierchy, Jaworzynę Ponicką i Maciejową do Rabki-Zdroju (i dalej do Ustronia w Beskidzie Śląskim),
 – czerwony Główny Szlak Beskidzki przez Przełęcz Knurowską i Pasmo Lubania do Krościenka nad Dunajcem (i dalej do Wołosatego w Bieszczadach),
 – niebieski przez Bukowinę Waksmundzką i Zarębek Wyżni do Łopusznej (i dalej do Kacwina),
 – niebieski przez Czoło Turbacza, Suchy Groń do Koninek w Porębie Wielkiej (i dalej do Brzeźnicy),
 – zielony przez Czoło Turbacza, Wierch Spalone i Turbaczyk, obok Orkanówki do Niedźwiedzia (i dalej na Szczebel),
 – zielony przez Bukowinę Waksmundzką do Oleksówki w Nowym Targu,
 – żółty przez Czoło Turbacza, Przełęcz Borek, Kudłoń i Gorc Troszacki do Lubomierza (i dalej do Tymbarku),
 – żółty przez Bukowinę Miejską do Oleksówki w Nowym Targu.